# Komet Catalina-LINEAR
Komet Catalina-LINEAR ali 227P/Catalina-LINEAR je periodični komet z obhodno dobo okoli 6,8 let.

 Komet pripada Jupitrovi družini kometov .

## Odkritje
Komet so odkrili leta 2003 v programih Catalina Sky Survey in LINEAR.